# 金子尚志
金子 尚志（かねこ ひさし、1933年11月19日 - 2020年8月8日）は、日本の経営者、工学博士。日本電気社長を務めた。東京都出身。

## 経歴
1956年に東京大学工学部電気工学科を卒業し、同年に日本電気に入社。1962年にカルフォルニア大学で学士を取得し、1967年に学位を取得。1968年から1970年までにベル電話研究所で勤務。1985年6月に取締役に就任し、常務、専務を経て、1994年6月に社長に就任。1999年3月に取締役相談役を経て、2000年6月からは相談役を務めた。
2020年8月8日老衰のために死去。86歳没。